# Süd-Tiroler Freiheit
Le Süd-Tiroler Freiheit (nom complet en allemand, Süd-Tiroler Freiheit - Freies Bündnis für Tirol ; en italien Libertà Sud-Tirolese, en français Liberté sud-tyrolienne) est un parti politique régionaliste et indépendantiste italien fondé en 2007 qui s'autodéclare « mouvement » et non parti et dont l'objectif est le rattachement de la province autonome de Bolzano au Land du Tyrol autrichien, qui serait alors ainsi réunifié. 
Il est écrit avec un trait d'union, alors qu'en allemand, l'écriture correcte devrait être Südtiroler, et ce, pour indiquer le caractère provisoire d'un Tyrol du Sud. Il est dirigé par Eva Klotz, ancienne membre de l'Union pour le Tyrol du Sud. Il siège à Kaltern an der Weinstraße. 

## Historique
Eva Klotz et son parti sont condamnés par la justice pour la diffusion en 2007 d'une affiche de propagande « anti-italienne »[réf. nécessaire].

## Résultats électoraux
| Année | Voix   | %     | Sièges |
| ----- | ------ | ----- | ------ |
| 2008  | 14 888 | 4,9   | 2 / 35 |
| 2013  | 20 736 | 7,2   | 3 / 35 |
| 2018  | 16 927 | 6,0   | 2 / 35 |
| 2023  | 30 583 | 10,87 | 4 / 35 |